# Петият елемент
„Петият елемент“ (на английски: The Fifth Element; на френски: Le Cinquième Élément) е англоезичен френски научнофантастичен филм от 1997 година.
Режисиран е от Люк Бесон, в него участват Брус Уилис, Гари Олдман, Мила Йовович, Иън Холм, Крис Тъкър и други. Сюжетът на филма се развива във футуристичния Ню Йорк през 2263 година.

## Заглавието
„Петият елемент“ е лош превод на български на „Петата стихия“. В романските езици, както и в част от останалите (в това число английски), „елемент“ означава „част от нещо“ (като на български), но и „природна стихия“ (за разлика от българския). Четирите стихии са огън, земя, въздух и вода. Посланието на филма е, че петата стихия е любовта.